# Adobe PageMaker
Adobe PageMaker (dawniej Aldus Pagemaker) – pierwszy program typu DTP, zaprojektowany w 1985 r. przez Aldus Corporation, pierwotnie dla komputerów Macintosh, ale wkrótce także dla komputerów PC na procesorach Intela.
W 1994 r. Aldus Corporation została kupiona przez Adobe Systems, która rozwija program jako Adobe PageMaker, obecnie w wersji 7 istniejącej od 9 lipca 2001, ale kilkakrotnie aktualizowanej – użytkownicy programu mogą dokonać aktualizacji do Adobe InDesign. PageMaker jest kierowany do małego biznesu, natomiast InDesign do korporacji. Program jest przeznaczony przede wszystkim do tworzenia broszur i ulotek, chociaż zawiera narzędzia do tworzenia złożonych czasopism – wiele polskich tytułów czasopism było składanych w latach 90. XX wieku właśnie za pomocą PageMakera.
Podstawową różnicą PageMakera, w odniesieniu do innych programów DTP, był brak ramek. Tekst osadzało się w tzw. wątkach. Wadą tego rozwiązania był brak możliwości tworzenia szablonów publikacji; wątek bez osadzonego tekstu znikał. W efekcie PageMaker jako program do składu przypominał bardziej CorelDRAW niż QuarkXPressa. Dlatego był bardzo prosty w obsłudze. Dodatkowo jako pierwszy program do składu posiadał polski interfejs, co znacząco przyczyniło się do jego popularności w Polsce. Grafiki zewnętrzne osadzane były jednak jako linki, czym różnił się od CorelDRAW. Od wersji 6.5 program realizował zarówno system wątków, jak i ramek. PageMaker wyposażony był w system plug-inów z Photoshopa.